# Aleksej Žitnik
Aleksej Nikolaevič Žitnik (in russo Алексей Николаевич Житник?; Kiev, 10 ottobre 1972) è un ex hockeista su ghiaccio russo, fino al 1991 sovietico.

## Palmarès

### Olimpiadi invernali
- 2 medaglie:
  - 1 oro[1] (Albertville 1992)
  - 1 argento[2] (Nagano 1998)

### Mondiali giovanili
- 2 medaglie:
  - 1 oro[1] (Fũssen 1992)
  - 1 argento[3] (Saskatoon 1991)